# Aves dos Açores
A extensa orla costeira das ilhas dos Açores, associada aos diversos ilhéus adjacentes, constituem importantes habitats para as aves marinhas migradoras, protegidas pela Directiva Aves. Conhecem-se cerca de 43 espécies de aves nos Açores, 36 das quais nidificam regularmente na região.
Das espécies de aves mais importantes destaca-se o priolo (Pyrrhula murina), uma ave terrestre rara, endémica dos Açores, cujo refúgio se confina à florestal laurissilva existente no Pico da Vara, na ilha de São Miguel. A população desta espécie foi muito abundante no século XX, tendo chegado a ser considerada uma praga para as árvores frutícolas, na ilha. Assume também grande importância o painho-de-monteiro (Hydrobates monteiroi) a unica ave marinha endémica dos Açores, descrita em 2008. 
Atualmente encontra-se em perigo de extinção. O priolo e o seu habitat constituem um património natural açoriano de valor mundial, incluído na Rede Natura 2000. 
Assumem particular importância algumas espécies de aves marinhas como o cagarro (Calonectris borealis), em que 65% da população mundial se reproduz nos Açores e o garajau-rosado (Sterna dougallii), em que cerca de 59% da população europeia escolhe também os Açores para nidificar.
Outras espécies das ilhas que mesmo não sendo endémicas estão presentes de forma constante: garajau-comum (Sterna hirundo) e frulho (Puffinus lherminieri baroli).
Subespécies endémicas açorianas são comuns na maioria das ilhas, como: milhafre ou queimado (Buteo buteo rothschildi), tentilhão (Fringilla coelebs moreletti), lavandeira (Motacilla cinerea patriciae).

## Espécies Nidificantes nos Açores[1][2][3]
- Calonectris borealis - cagarro
- Puffinus puffinus - estapagado
- Puffinus lherminieri baroli - frulho
- Bulweria bulwerii - alma-negra
- Hydrobates castro - painho-da-madeira ou angelito
- Hydrobates monteiroi - painho-de-monteiro
- Anas rubripes - pato-escuro-americano
- Anas platyrhynchos - pato-real
- Buteo buteo rothschildi - milhafre ou queimado
- Coturnix coturnix conturbans - codorniz-dos-açores
- Gallinula chloropus - galinha-d'água
- Fulica atra - galeirão-comum
- Charadrius alexandrinus - borrelho-de-coleira-interrompida
- Charadrius vociferus - borrelho-de-coleira-dupla
- Gallinago gallinago - narceja
- Scolopax rusticola - galinhola
- Larus michahellis atlantis - gaivota-de-patas-amarelas
- Sterna hirundo - garajau-comum
- Sterna dougallii - garajau-rosado
- Onychoprion fuscatus - garajau-de-dorso-preto
- Columba livia atlantis - pombo-da-rocha
- Columba palumbus azorica - pombo-torcaz-dos-açores
- Asio otus - mocho
- Motacilla cinerea patriciae - lavandeira
- Sturnus vulgaris granti - estorninho-dos-açores
- Sylvia atricapilla gularis - toutinegra-dos-açores
- Regulus regulus inermis - estrelinha
- Regulus regulus sanctaemariae -  estrelinha-de-santa-maria
- Regulus regulus azoricus - estrelinha-de-são-miguel
- Erithacus rubecula - vinagreira
- Turdus merula azorensis - melro-preto
- Passer domesticus - pardal
- Pyrrhula murina - priolo
- Serinus canaria - canário-da-terra
- Fringilla coelebs moreletti - tentilhão-dos-açores
- Chloris chloris aurantiiventris - verdilhão
- Carduelis carduelis - pintassilgo
- Estrilda astrild - bico-de-lacre
- Alectoris rufa - perdiz-vermelha
- Psittacula krameri  - periquito-rabijunco
- Oenanthe oenanthe - chasco-cinzento
- Ardea cinerea - garça-real
- Streptopelia decaocto - rola-turca